# Корнеліс Вром
Корнеліс Вром або Фром (нід. Cornelis Vroom; повне ім'я — Корнеліс Гендрікс Вром / нід. Cornelis Hendriksz Vroom; бл. 1590, Гарлем, Нідерланди — 16 вересня 1661, там же) — нідерландський художник, традиційно вважається основоположником у нідерландському живописі жанру марини.

## З життя і творчості
Корнеліс Гендрікс Вром походив з родини скульптора. Рано залишивши рідну домівку, провів юність у злиднях і поневіряннях. Підробляв розписом фаянсового посуду, подорожував Фландрією, Іспанією, Італією та Францією. Повернувшись до Харлема, одружився, переїхав до Данцига, де у свого дядька, архітектора міста, навчився законам перспективи. 
У своїй творчості перебував під впливом доробку Адама Ельсгеймера і Саломона ван Рейсдала.
Від 1635 року був членом гільдії живописців у Харлемі. 
Корнеліс Вром вважається першим майстром морського пейзажу в Голландії. Почав писати картини з видами моря і кораблів, подорожуючи по Іспанії та Португалії, а потім з успіхом продовжив у Голландії. Вже будучи відомим художником, виконував картини для гобеленів із зображенням кораблів. 
Вром тяжів до створення марин з певним ілюстративним сюжетом. У ранній творчості він писав великі полотна, що зображають морські битви. Особливо цікаві ті, які були пов'язані з конкретною історичною подією, як, наприклад, «Морський бій» (Інсбрук, Тірольський музей Фернандеум), де, мабуть, відображений розгром англійським флотом іспанської Непереможної армади в 1588 році. 
Живописна манера Врома вирізнялася винятковою старанністю у передачі деталей і особливостей військових кораблів і разом з тим ефектною барвистістю, що прославляє драматизм батальної сцени. 
Врому належать і перші парадні морські сюжети, присвячені урочистим подіям, що відбуваються на тлі панорами різних міст («Прибуття Фрідріха V Пфальцского зі своєю дружиною Єлизаветою, дочкою короля Англії Якова I, під Фліссинген в 1613 році», 1623, Гарлем, Музей Франса Халса; «Вид на Делфт з півночі», Делфт, ратуша; «Вид на Алкмаар зі сходу», Алкмаар, Міський музей). Картини митця мали офіційний характер і призначалися для прикрашання ратуш. І в панорамних композиціях («Відплиття корабля Ост-Індської компанії з Марсдіна», Амстердам, Рейксмузеум), і в невеликих картинах на мідних дощечках Вром виявив майстерність професійного мариніста. 
Вром відіграв визначну роль в історії голландської марини. Карел ван Мандер писав, що Вром «не тільки вміє передати вигляд добре зладнаних кораблів, їх оснащення, озброєння, вітрила, і все начиння, але він є чудовим і в усьому іншому, як тло, краєвид, скелі, дерева, небо, вода, хвилі, замки, міста, риби та інші об'єкти, що є обстановою його корабельних картин і служать їх прикрашенню».

## Галерея

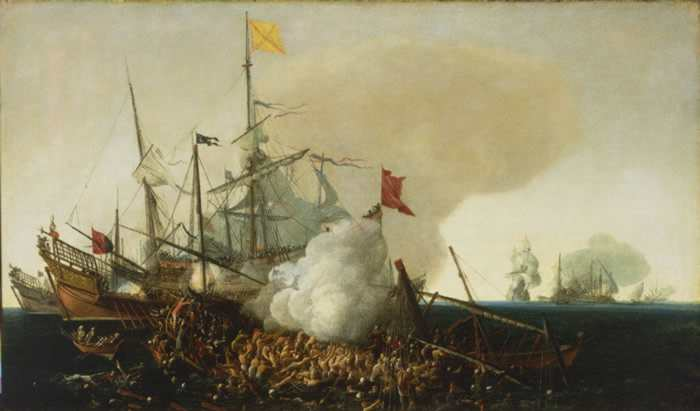
«Іспанські вояки протистоять варварам-корсарам», 1615, Національний морський музей, Лондон
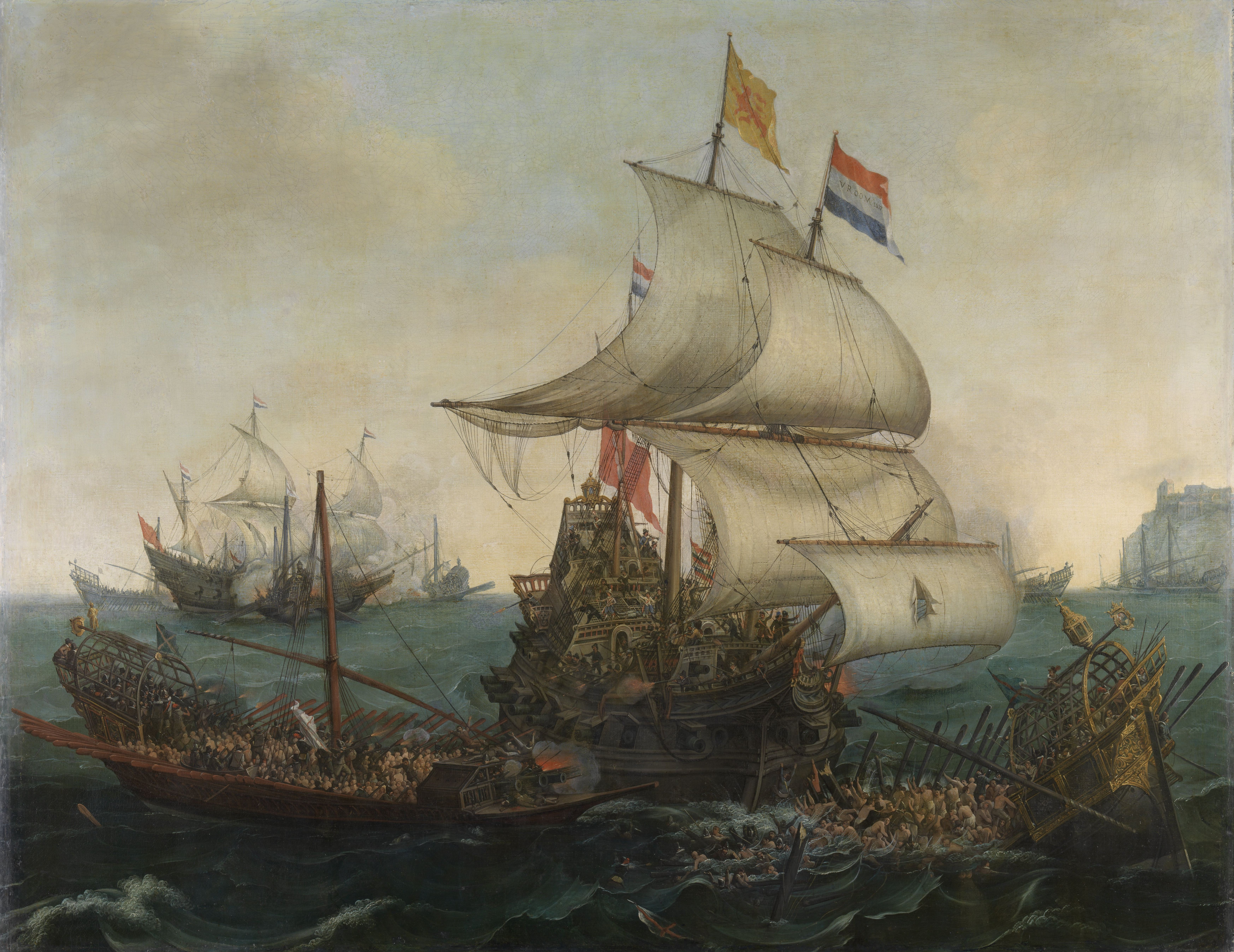
«Голландські кораблі відтискають іспанські галери з фламандського узбережжя, 3 жовтня 1602», 1617, Рейксмузеум, Амстердам
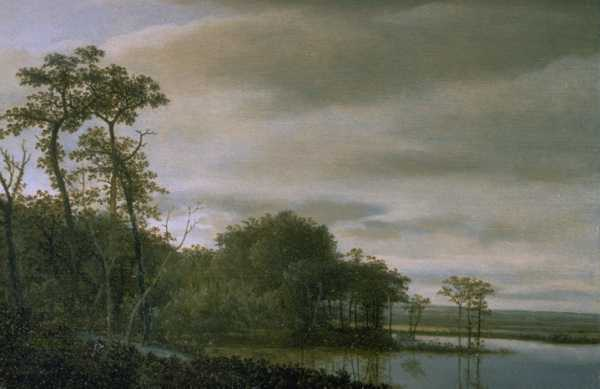
«Заліснений краєвид біля струмка», 1638/9
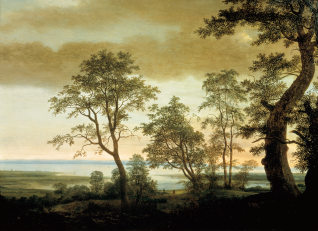
«Гирло річки з деревами», 1638/9